# Julius von Berganstamm
Julius Edler von Bergenstamm (1837 (ou 1838) - 31 de Janeiro de 1896, Viena) foi um entomólogo austríaco, especializado em Diptera.
Trabalhou juntamente com Friedrich Moritz Brauer, director do Naturhistorisches Museum em Viena.
A colecção de Bergenstamms encontra-se no Naturhistorisches Museum.

## Trabalhos seleccionados
- Brauer, F. & J.E. von Bergenstamm 1889. Die Zweiflügler des Kaiserlichen Museums zu Wien. IV. Vorarbeiten zu einer Monographie der Muscaria Schizometopa (exclusive Anthomyidae). Pars I. Denkschr. Akad. Wiss. Wien 56: 69-180.  Also published separately in Wien, 1889, 112 p.
- Brauer, F & J.E. von Bergenstamm 1891. Die Zweiflügler des Kaiserlichen Museums zu Wien. V. Vorarbeiten zu einer Monographie der Muscaria Schizometopa (exclusive Anthomyidae). Pars II. Denkschr. Akad. Wiss. Wien 58: 305-446. Also published separately in Wien, 1891, 142 p.
- Brauer, F & J.E. von Bergenstamm 1893. Die Zweiflügler des Kaiserlichen Museums zu Wien. VI. Vorarbeiten zu einer Monographie der Muscaria Schizometopa (exclusive Anthomyidae). Pars III. F. Tempsky, Wien . 152 p.  Also published in journal form, 1894, Denkschr. Akad. Wiss. Wien 60: 89-240.]
- Brauer, F & J.E. von Bergenstamm [1895]. Die Zweiflügler des Kaiserlichen Museums zu Wien. VII. Vorarbeiten zu einer Monographie der Muscaria Schizometopa (exclusive Anthomyidae). Pars IV. Wien. Also published in journal form, 1895, Denkschr. Akad. Wiss. Wien 61: 537-624.